# Абдрашитово (Дуванский район)
Абдрашитово (баш. Әбдрәшит) — деревня в Дуванском районе Республики Башкортостан Российской Федерации. Входит в состав Месягутовского сельсовета.

## География

### Географическое положение
Расстояние до:
- районного центра (Месягутово): 10 км,
- центра сельсовета (Месягутово): 10 км,
- ближайшей ж/д станции (Сулея): 85 км.

Находится на левом берегу реки Ай.

## Население
| 2002 | 2010 |
| ---- | ---- |
| 376  | ↗402 |